# 崔恩堡公園
崔恩堡公園（英語：Fort Tryon Park）是位於美國紐約市曼哈頓哈德森高地的一座公園，面積67英畝（27公頃）。該地區是美國獨立戰爭中華盛頓堡戰役的地點，但直到20世紀這裡都人口稀少。1917年，小洛克菲勒購買了這裡，作為住宅的用地。1931年，洛克菲勒家族將這裡捐贈給紐約市。1935年，這裡正式改為公園。崔恩堡公園被列入國家史蹟名錄和紐約地標。

## 外部連結
- "Fort Tryon Park" （页面存档备份，存于） on the NYC Department of Parks and Recreation website
- The Fort Tryon Park Trust* Archive.today的存檔，存档日期2013-04-14
- Annual Medieval Festival in Fort Tryon Park
- Photos and identification of 800 flower varieties that bloom in Fort Tryon Park （页面存档备份，存于）